# Barbus grypus
Barbus grypus är en fiskart som beskrevs av Heckel, 1843. Barbus grypus ingår i släktet Barbus och familjen karpfiskar. Inga underarter finns listade.